# Кпетема

Кпетем́а або Пете́ма (англ. Kpetema, Petema) — село у складі округу Бо Південної провінції Сьєрра-Леоне. Входить до складу вождівства Бумпе-Нґао, є центром секції Кпетема.
Село розташоване за 12 км на південний захід від центру вождівства містечка Бумпе, з яким пов'язане автодорогою.

## Господарство
У селі діють початкова школа, центр здоров'я.